# Souvigné (Indre y Loira)
 Souvigné  es una población y comuna francesa, situada en la región de  Centro, departamento de Indre y Loira, en el distrito de Tours y cantón de Château-la-Vallière.

## Demografía
| 713 | 702 | 704 | 657 | 684 | 709 | 692 | 740 | 818 | 819 | 810 | 764 | 764 | 778 | 821 | 801 | 806 | 819 | 789 | 787 | 668 | 705 | 683 | 705 | 791 | 777 | 667 | 622 | 604 | 540 | 527 | 554 |
| Para los censos de 1962 a 1999 la población legal corresponde a la población sin duplicidades (Fuente: INSEE [Consultar]) |     |     |     |     |     |     |     |     |     |     |     |     |     |     |     |     |     |     |     |     |     |     |     |     |     |     |     |     |     |     |     |